# Lüneburg-Klasse
Die Lüneburg-Klasse (Klasse 701) war eine Klasse von acht kleinen Versorgungsschiffen der Bundesmarine. Jedes Schiff der Klasse trug den Namen einer deutschen Stadt, der auf -burg endete.
Die Einheiten waren nicht alle baugleich, und sie wurden zunächst nach 701 A und 701 B unterschieden. Zum Typ 701 B zählte nur die Coburg, da sie neben Dieselkraftstoff auch Schweröl (NATO-Code: F82) mitführen konnte.

## Aufgaben

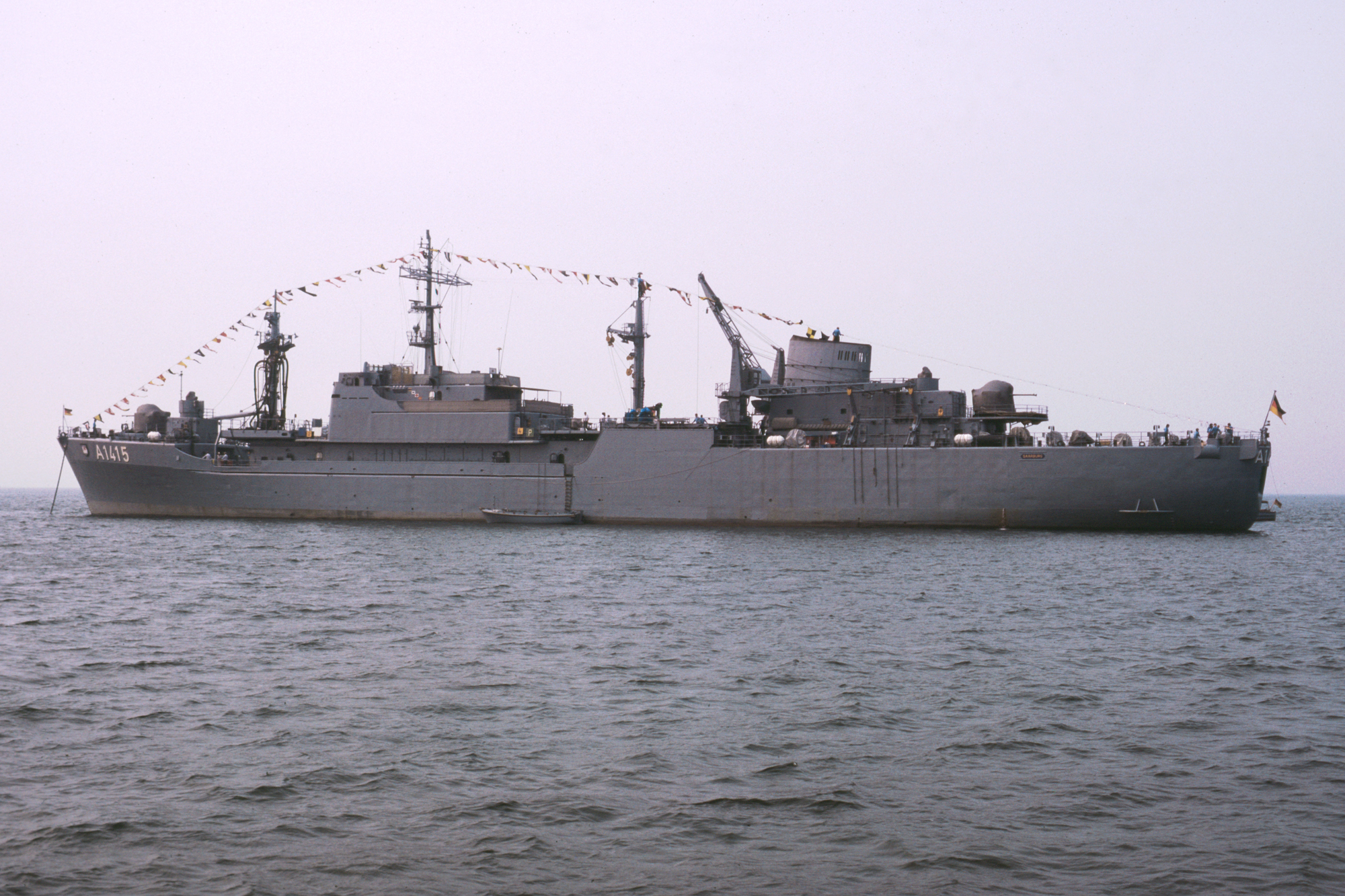
Die Saarburg im Sommer 1981 in der Ostsee

Die Versorgungsschiffe der Deutschen Marine dienen der Einsatzversorgung (logistischen Unterstützung) von Einheiten in See. Sie versorgen die Kampfeinheiten (Zerstörer, Fregatten, Schnellboote, Minenabwehrfahrzeuge, U-Boote etc.) mit Betriebsstoffen, Verbrauchs- und Gebrauchsgütern, Proviant und Munition, um deren Einsatzfähigkeit zu gewährleisten, ihren Einsatzradius zu vergrößern und sie unabhängig von Häfen zu machen.
Die Versorger der Lüneburg-Klasse waren bestimmten Einheiten oder Verbänden zugeordnet und für deren Versorgung in See ausgerüstet. Sie konnten Güter, Flüssigkeiten und Personal während der Fahrt von Schiff zu Schiff übergeben. Die acht Schiffe waren zeitweise Bestandteil der Versorgungskette, so dass auch im Hafen die Versorgung der zugeordneten Schiffe und Boote über diese Versorger erfolgte.

## Umbauten und Typenzusätze
In den 1970er Jahren wurden neue Seeziel-Waffensysteme für Kampfeinheiten eingeführt, was zur Folge hatte, dass auch die Versorgungseinheiten für die Lagerung und den Transport dieser neuen Systeme modifiziert werden mussten. Da die bisherige Struktur der Schiffe dazu nicht hinreichend geeignet war, wurden im Zeitraum von 1975 bis 1984 fünf Versorger der Klasse 701 bei MWB in Bremerhaven umgebaut und erhielten den Typenzusatz C, D bzw. E.
Die fünf Versorger wurden nicht alle auf die gleiche Art umgebaut:
- Bei den Einheiten Coburg, Glücksburg, Saarburg und Meersburg wurde zwischen den Abteilungen VI und VII eine neue Sektion VI a von 10,5 m Länge eingefügt.
- Die Freiburg wurde an gleicher Stelle sogar um 14,3 m verlängert, da man auf der Schanz ein Hubschrauber-Landedeck errichtete.

Da die Schiffe bereits vor dem Umbau schlechte Manövriereigenschaften besaßen, wurden nacheinander alle acht Einheiten des Typs mit einer Querschubanlage (Bugstrahlruder) im Vorschiff und mit einer neuen Ruderanlage ausgestattet.

## Ausrüstung

### Aktive Schlingerdämpfungsanlage
Die Schiffe dieser Klasse besaßen eine aktive Schlingerdämpfungsanlage, die das Schiff insbesondere bei Versorgung in See stabilisieren sollte. Sie wurde in der Regel jedoch nicht genutzt, da bei dichter Annäherung oder gar einer Kollision die Gefahr bestand, dass die ausgefahrenen Elemente das zu versorgende Schiff beschädigten.
Eine zumindest auf der Freiburg zeitweise gelebte Praxis bestand daher darin, die Anlage nur einseitig dort zu betreiben, wo kein RAS-Anlauf gefahren wurde.

### Datenverarbeitung
Die Schiffe wurden ab 1973 (beginnend mit der Freiburg) mit „mittlerer Datentechnik“ der Firma Nixdorf Computer ausgestattet. Sie erlaubte eine damals hochmoderne Soll- und Bedarfsberechnung der mitgeführten Versorgungsgüter.

### Weitere Ausrüstung
- 2 Motorkutter,
- 1 Dingi,
- 7 Rettungsinseln,
- 1 Schlauchboot,
- 2 Bordkräne 3–7 t,
- 1 Schwergutbaum 3 t,
- 2 Buganker in Decksklüsen,
- 1 Heckanker in Ankertasche

### Versorgungskapazität
- 1100 t  Versorgungsgüter aller Art,
- 1200 m³ Brennstoff,
- 200 m³ Frischwasser und
- 400 t  Munition

## Einheiten, Verbandszugehörigkeit und Standorte
| Kennung | Name       | Typ | Verband                  | Standort      | Außerdienststellung | Verbleib                                                                 | Bild |
| ------- | ---------- | --- | ------------------------ | ------------- | ------------------- | ------------------------------------------------------------------------ | ---- |
| A1411   | Lüneburg   | A   | 1. Versorgungsgeschwader | Flensburg     | 2. Juni 1994        | Kolumbien als ARC Cartagena de Indias, außer Dienst am 20. Dezember 2017 |      |
| A1412   | Coburg     | B/D | 1. Versorgungsgeschwader | Kiel          | 25. Sep. 1991       | Griechenland als HS Axios (A464)                                         |      |
| A1413   | Freiburg   | E   | Trossgeschwader          | Wilhelmshaven | 17. Dez. 2003       | Uruguay als General Artigas (ROU04)                                      |      |
| A1414   | Glücksburg | C   | Trossgeschwader          | Wilhelmshaven | 1. Nov. 2001        | Ägypten als ENS Shalatein (A230)                                         |      |
| A1415   | Saarburg   | C   | 1. Versorgungsgeschwader | Olpenitz      | 14. Apr. 1994       | Griechenland als HS Aliakmon (A470)                                      |      |
| A1416   | Nienburg   | A   | 4. Minensuchgeschwader   | Wilhelmshaven | 26. März 1998       | Kolumbien als ARC Buenaventura (BL162)                                   |      |
| A1417   | Offenburg  | A   | 1. Versorgungsgeschwader | Kiel          | 30. Juni 1993       | Spanien                                                                  |      |
| A1418   | Meersburg  | C   | 1. Ubootgeschwader       | Eckernförde   | 22. Dez. 2004       | MArs Wilhelmshaven                                                       |      |

Weitere Informationen auf der Seite des jeweiligen Schiffs.

## Verbleib

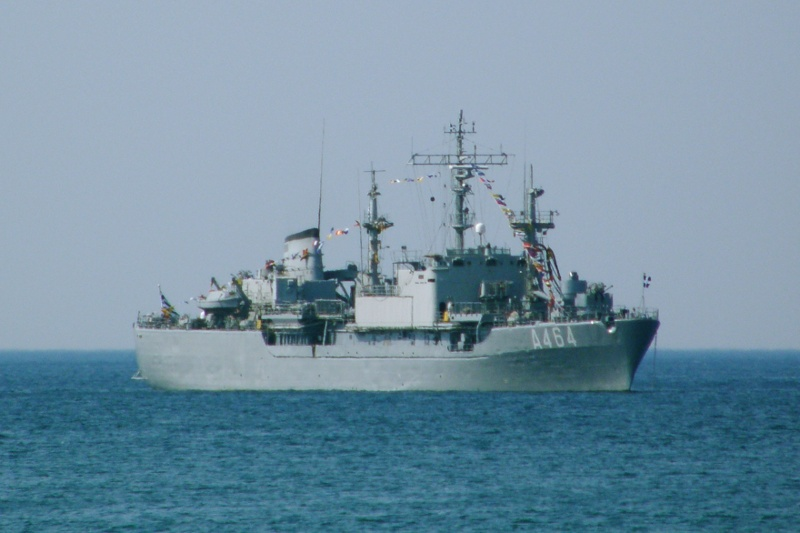
Die Coburg als griechische Axios im Juli 2008

Mittlerweile sind alle Einheiten des kleinen Versorgers der Klasse 701 außer Dienst gestellt. Nach der meist um die 30 Jahre dauernden Dienstzeit konnten sie den wachsenden Ansprüchen der Flotte nicht mehr gerecht werden. Ihre Aufgaben werden heute zum Teil von den Tendern der Elbe-Klasse, vornehmlich jedoch von den Einsatzgruppenversorgern (EGV) der Berlin-Klasse (Klasse 702) wahrgenommen.